# Bactrocera diospyri
Bactrocera diospyri
 es una especie de díptero que Drew describió por primera vez en 1989. Bactrocera diospyri pertenece al género Bactrocera de la familia Tephritidae. 